# Liste d'artistes de rock chrétien
Cette liste regroupe les articles consacrés à des artistes de rock chrétien.

## Liste
| Nom                      | Pays d'origine |
| ------------------------ | -------------- |
| 12 Stones                | États-Unis     |
| BarlowGirl               | États-Unis     |
| Jeremy Camp              | États-Unis     |
| Ralph Carmichael         | États-Unis     |
| Casting Crowns           | États-Unis     |
| CX Flood                 | Belgique       |
| DC Talk,                 | États-Unis     |
| Delirious?               | Royaume-Uni    |
| Downhere                 | Canada         |
| Joe English              | États-Unis     |
| Family Force 5           | États-Unis     |
| Fireflight               | États-Unis     |
| The Fray                 | États-Unis     |
| Glorious                 | France         |
| Katy Hudson              | États-Unis     |
| Hawk Nelson              | Canada         |
| Jars of Clay             | États-Unis     |
| Jennifer Knapp           | États-Unis     |
| Kutless                  | États-Unis     |
| Needtobreathe            | États-Unis     |
| Petra,                   | États-Unis     |
| Pillar                   | États-Unis     |
| Project 86               | États-Unis     |
| P.U.S.H.                 | Suisse         |
| Relient K                | États-Unis     |
| Rojo                     | Mexique        |
| Sanctus Real             | États-Unis     |
| Sens unique              | France         |
| Sixpence None the Richer | États-Unis     |
| Skillet                  | États-Unis     |
| SONICFLOOd               | États-Unis     |
| Stavesacre               | États-Unis     |
| Stryper                  | États-Unis     |
| Superhero                | Royaume-Uni    |
| Switchfoot               | États-Unis     |
| Third Day,               | États-Unis     |
| Thousand Foot Krutch     | Canada         |
| TobyMac                  | États-Unis     |
| Whitecross               | États-Unis     |
| ZOEgirl                  | États-Unis     |
| Powerwolf                | Allemagne      |
| Jubilate pop louange     | France         |
| Hopen                    | France         |

### Ouvrages
- (en) Randall Herbert Balmer, Encyclopedia of Evangelicalism: Revised and Expanded Edition, Baylor University Press, 2004 (1re éd. 2002) (ISBN 1-932792-04-X, lire en ligne)
- (en) Bob Gulla, The Greenwood Encyclopedia of Rock History: The Grunge and Post-Grunge Years, Greenwood Press, 2006 (ISBN 0-313-32981-8, lire en ligne)
- (en) Mark Allan Powell, Encyclopedia of Contemporary Christian Music, Hendrickson Publisher, 2002, 1re éd. (ISBN 1-56563-679-1, lire en ligne)
- (en) John J. Thompson, Raised by Wolves: the Story of Christian Rock & Roll, ECW Press, 2000 (ISBN 1-55022-421-2, lire en ligne)